# Storia di Erice
La storia di Erice riguarda le vicende della città di Erice, dalla sua fondazione sino ad oggi.

## I miti sulla fondazione
Alcuni ritengono che la città sia stata fondata dai Troiani (insieme con Segesta). Scrisse Tucidide che i Troiani, in fuga dopo la presa di Ilio, approdarono in Sicilia e vennero a stabilirsi in vicinanza dei Sicani e che loro città furono Erice e Segesta.
Diodoro Siculo riportò l’antica tradizione che voleva fondatore della città Erice, figlio di Venere e di Bute, il quale avrebbe innalzato nella rocca di questa città un tempio alla madre.

## La denominazione
Per quanto riguarda poi l’origine del nome Erice, l’Amari suppone che esso abbia origine sicana; il Loidio ritiene che derivi dal nome usato dai Cartaginesi per indicare il monte sul quale sorge la città: ossia Harucas o Hareces. Il Pierio sostenne che la voce Erice non solo si riferisse al fondatore sicano della città, ma che derivasse altresì dalla voce greca ὲρινος, ossia fortezza. 
Antonino Salinas, studiando una moneta punico-sicula ericina, vi scoprì incisa la parola Erech: dichiarò quindi essere Erice nome di origine fenicia. Il nome greco fu Eryx, dal gigante figlio di Venere.
In seguito alla Conquista islamica della Sicilia i nomi dei fiumi e dei monti furono cambiati: il nome della città venne mutato 
in Diebel-Hamed o Gebel-Hamed (o Hamid), usato dal geografo arabo Muhammad al-Idrisi. Gebel è infatti il termine arabo per indicare un luogo alto, un colle o un monte: Gebel-Hamed viene quindi tradotto come Monte Hamed o Monte di Hamed (dal nome di un emiro di Sicilia).
Nel XII secolo, dai normanni la città venne ribattezzata Monte San Giuliano, poiché - secondo la leggenda - durante l’assedio condotto da Ruggero I d'Altavilla, sarebbe apparso quel santo, il quale avrebbe infuso nuovo coraggio nell’animo del Gran Conte e in quello dei suoi soldati impegnati ad espugnare la città: ed è in seguito a questo episodio che il conte Ruggero avrebbe stabilito di chiamarla col nome del santo.
Tale nome venne mantenuto fino al 1934: a partire da quell’anno la città si chiamò nuovamente Erice.

## Età antica

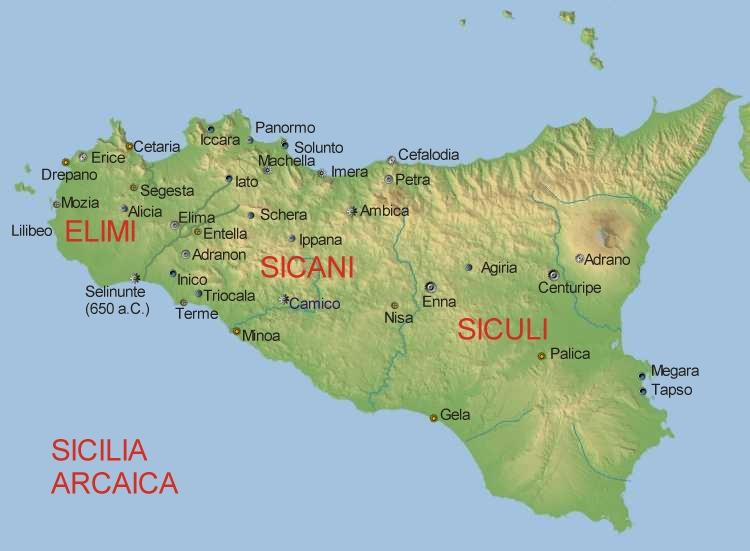
La Sicilia preellenica

Sull’epoca della dominazione sicana di Erice non vi sono certezze : né Diodoro Siculo né Erodoto narrano gli eventi di questo periodo. Tucidide attesta che i Sicani dettero all’isola il nome di Sicania, chiamata - prima del loro arrivo - Trinacria. Benché in un primo momento possedessero tutta l’isola, successivamente si spostarono nella parte occidentale, dove edificarono alcune rocche. A quest’epoca risale, secondo il Castronovo, la fondazione di Erice. Quando i Siculi, che - secondo Tucidide, Dionigi di Alicarnasso e Antioco di Siracusa - erano popolazione italica, giunsero in Sicilia, ne occuparono i territori a levante e ne scacciarono i Sicani, respingendoli nelle parti meridionali e occidentali dell’isola.

### Gli Elimi
Secondo una tesi prevalente Erice si ritiene sia stata fondata dagli Elimi, e dopo Segesta ed Entella, fu la terza fondata dagli Elimi. Parteggiano per questa ipotesi anche Adolf Holm e Gaetano Di Giovanni. Il primo nucleo abitativo dovrebbe risalire alla fine del II millennio a.C./inizio del primo.
Nel XII secolo a.C., fuggiaschi dalla loro patria distrutta, i Troiani vennero a stabilirsi nei territori abitati dai Sicani. Si fusero con questo popolo e con quello degli Elimi, adottando il nome dei secondi.

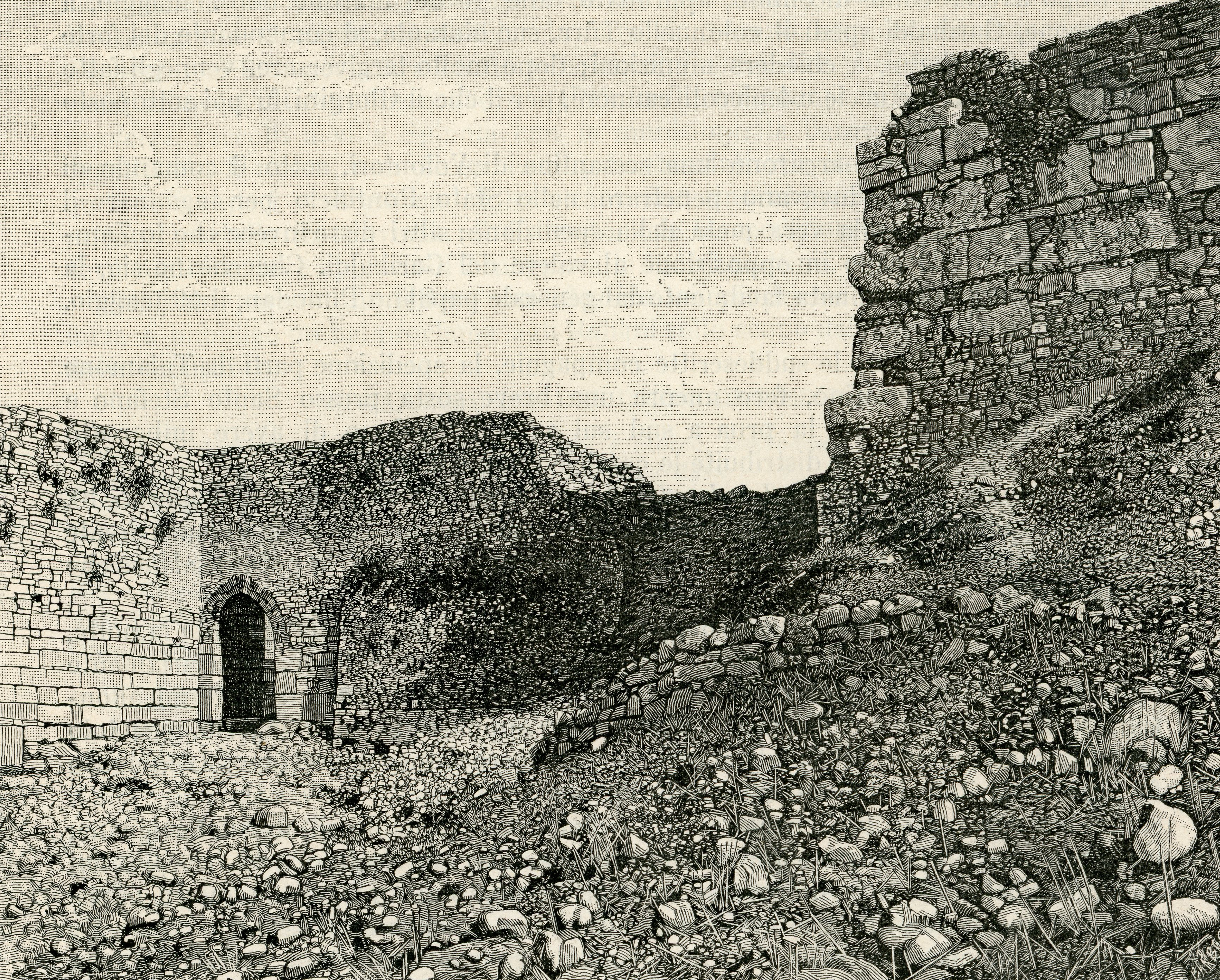
Le mura ciclopiche

I Fenici predilessero gli Elimi come partner commerciali, poiché i territori da essi abitati erano quelli bagnati dal Canale di Sicilia e quindi i più vicini a Cartagine. Quando si compì la fusione dei Fenici - di essa parla Giovanni Fraccia - con il popolo Elimo-Troiano, ne nacque un unico popolo, denominato Elimo-Fenicio, che si stabilì nei territori degli Elimi: Erice divenne Elimo-Punica e fu soggetta alla dominazione cartaginese.

### I cartaginesi
In seguito alla battaglia di Imera, nonostante la vittoria sui Cartaginesi dei Greci di Sicilia delle città alleate di Agrigento e Siracusa, le città Elimo-Puniche, tra cui Erice, non si fusero con quelle greche, rimanendo soggette a Cartagine. E tuttavia queste città cominciarono a mescolare alle proprie le usanze greche, abbracciando e facendo propri alcuni elementi di quella civiltà.
All’inizio de IV secolo a.C. Dionisio I di Siracusa dichiarò guerra a Cartagine e si portò con il suo esercito nella Sicilia occidentale, dove concluse con successo l’assedio di Mozia. Erice allora si consegnò spontaneamente al tiranno di Siracusa inviandogli anche aiuti militari, ma la reazione cartaginese non si fece attendere e dopo non molti anni il generale cartaginese Imilcone venne in Sicilia, dove sbaragliò facilmente il contingente di Sicelioti lasciato a guardia di Mozia da Dionisio e rioccupò le città che erano passate sotto il controllo di costui, tra le quali Erice.
Nel 368 a.C. Dionisio I tentò nuovamente di scacciare i Punici dalla Sicilia: forte di un esercito di 30.000 fanti e 3.000 cavalieri riconquistò Erice, Selinunte ed Entella e assediò Lilibeo, ma in soccorso della città sopraggiunse una flotta cartaginese che sconfisse e mandò in rotta quella greca. Erice tornò sotto il gioco punico.
Nel 278 a.C. Pirro, che era genero di Agatocle tiranno di Siracusa, avendone sposato la figlia Lanassa, accolse di buon grado l’invito rivoltogli da Siracusa di intervenire militarmente nell’isola per scacciare i Cartaginesi, e giunse in Sicilia con il suo esercito: Eraclea Minoa, Selinunte, Alicia e Segesta gli si arresero; Erice gli oppose resistenza e il sovrano epirota dovette cingerla d’assedio nel 277 a.C., riuscendo ad espugnarla. Nel 276 a.C. assediò Lilibeo, ma invano. Il suo atteggiamento dispotico gli alienò la simpatia dei Sicelioti che gli fecero mancare il loro appoggio. I Cartaginesi ripresero il sopravvento ed Erice con le altre città elime tornarono in loro possesso.

### La Prima Guerra Punica
In seguito alla conquista di Milazzo da parte dei siracusani guidati da Gerone II, i Mamertini, i quali avevano il controllo di Messana, per difendersi dall’attacco di quel tiranno chiesero aiuto sia a Cartagine sia a Roma: è il casus belli della Prima guerra punica. In questi anni Erice cade in mano ora dell’una ora dell’altra potenza.
Il console Gaio Duilio, dopo aver sconfitto Cartagine nella battaglia di Milazzo, tornò a Roma, e Amilcare Barca ne approfittò per conquistare parecchie città in Sicilia, tra cui Erice, già passata ai Romani, i cui abitanti furono costretti a trasferirsi nel loro emporio, Drepanon.
Nel 249 a.C. il console Lucio Giunio Pullo riconquista Erice e costruisce sulla sua montagna due campi fortificati per garantire a Roma non solo il controllo della città ma anche di tutto il monte. Nonostante queste difese, Amilcare riuscì ad aggirare le due guarnigioni romane, assalendo e occupando la città: la spopola nuovamente e vi si asserraglia. I Romani stavano trincerati alla base della montagna, i Cartaginesi resistevano sulla cima.
L’arrivo dei consoli Gaio Fundanio Fundulo e Gaio Sulpicio Gallo non determinò un mutamento della situazione. Nel 242 a.C. Gaio Lutazio Catulo giunse in Sicilia e si impadronì dei porti di Drepanon e Lilibeo. I Cartaginesi inviarono nell’isola una flotta sotto il comando di Annone: il generale cartaginese progettava di accorrere in aiuto della guarnigione di stanza ad Erice, rifornirla di viveri e rafforzare la sua armata navale con gli agguerriti veterani che Amilcare gli avrebbe dati. Lutazio, avendo intuito il piano divisato dal cartaginese, veleggiò alla volta di Favignana e sconfisse Annone nella battaglia delle Isole Egadi. I Cartaginesi si trovarono nell’impossibilità di inviare ad Erice vettovaglie e soccorsi. L’armata di Amilcare rimase così isolata e al generale venne dato pieno potere di condurre le operazioni militari nel modo che ritenesse più opportuno: egli, resosi conto che resistere era diventato impossibile, si mostrò disposto a condurre trattative e negoziazioni e inviò a Lutazio degli ambasciatori che proponessero di addivenire alla pace. Così Erice fu liberata dal giogo di Cartagine.

### La dominazione romana
Nel 214 a.C. ha inizio la dominazione romana in Sicilia e per lo spazio di tempo che va da quell’anno al 210 a.C. non vi è alcuna notizia di Erice come città.
I Romani, quali discendenti di Enea, collegando la loro stirpe alla dea che era adorata sull’Erice, le tributarono onori e ne venerarono il tempio, accordando ad esso notevoli privilegi: era frequente che i consoli e i pretori, giungendo in questa provincia, si recassero a visitarlo.
Cicerone, nelle Verrine, parla sovente del Monte Erice, del suo tempio e del culto di Venere Ericina.
Sotto Tiberio Erice risulta quasi disabitata e il suo tempio, scarso di sacerdoti, in parte distrutto: Tacito scrive che in quell’epoca la cura del tempio era affidata ai Segestani, poiché ad Erice non restava che un forte presidiato dai Romani. Nel 25 d.C. l’imperatore fece ristrutturare il tempio. Del lungo periodo romano sono concreta testimonianza il gran numero di monete rinvenute in gran numero nella città e nel suo contado.
Plinio il Vecchio, descrivendo la Sicilia durante il principato di Vespasiano, menziona fra gli altri popoli dell’isola gli ericini, chiamandoli stipendiarii, cioè tributari dell’Impero.
Con l’introduzione del Cristianesimo il tempio di Venere Ericina venne abbandonato.
Nel 440, con la conquista dell'isola ad parte del re Genserico, iniziò la dominazione vandala della Sicilia, alla quale seguì la dominazione ostrogota, che iniziò nel 493 e si concluse nel 555, con la definitiva conquista dell’isola da parte dei bizantini in seguito alla guerra greco-gotica.

## Età medievale
Si ignora l’anno preciso in cui Erice cadde in mano musulmana: la conquista della città avvenne tra l’831 e l’841. Pochissimo si sa di Erice in questa epoca: nella storia della città si incontra una lacuna di quasi due secoli e mezzo. Monsignor Alfonso Airoldi annovera, fra le altre città dell'Emirato siciliano, anche Erice, che chiama Ailigi o Erik, riferendo che la sua popolazione era di 5 321 abitanti: eppure questa notizia non viene ripresa né dal Caruso, né dal Gregorio, né dal Lanza, né dal Martorana né dall’Amari. Castronovo avverte che se in quest’epoca non era una città popolosa, restava comunque un’importante fortezza, e aggiunge che il suo contado fu disseminato di casali e popolato da numerosi coloni. Molte contrade dell’agro ericino conservano ancora oggi i nomi di origine islamica.

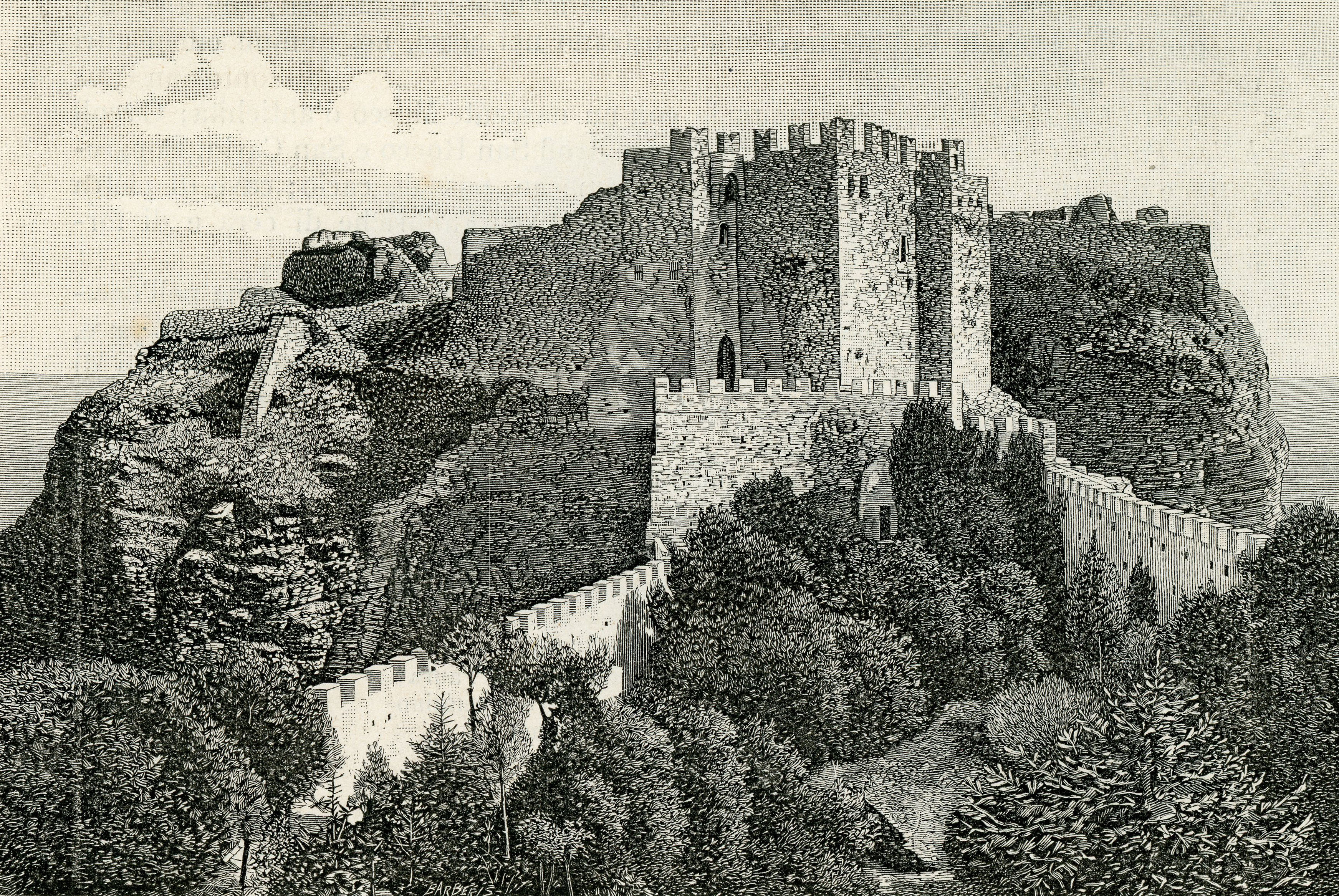
Il castello di Venere

Nel 1077 i normanni comandati da Giordano d'Altavilla conquistarono Trapani, mentre i mussulmani si asserragliavano nella fortezza di Gebel-Hamed. Sopraggiunto il Gran Conte Ruggero, li avrebbe cinti d’assedio. Poiché quelli resistevano strenuamente, Ruggero avrebbe implorato l’aiuto divino invocando, tra gli altri santi, anche San Giuliano: vinti gli arabi, Ruggero fece edificare una chiesa che intitolò a San Giuliano e comandò che Erice si chiamasse da quel momento in poi Monte San Giuliano.
Quella dedicata a S. Giuliano fu la prima chiesa sorta ad Erice dopo l’espulsione dei musulmani; stando a un'antica tradizione riportata dall’arciprete Vito Carvini, la seconda fu quella di Sant'Ippolito, chiesa rupestre ancora esistente.
Durante la Dinastia Altavilla del Regno di Sicilia, Erice torno ad avere importanza e taluni storici ritennero che essa sia stata in parte edificata in questo periodo. Il Castronovo sosteneva che i normanni ne avessero restaurato le mura, rendendola la città considerevole descritta da Ibn Jubayr, e ne avessero ricostruito la fortezza.
Michele Amari però nota - non senza meraviglia - che durante il regno di Guglielmo I la città era abbandonata e il suo castello senza guarnigione. Guglielmo II concesse ad Erice il possesso di un amplissimo contado con un diploma che poi sarebbe stato richiamato nel privilegio di Federico II di Svevia del 1241. Nel 1185, durante il regno di questo sovrano, la città veniva definita considerevole dal viaggiatore Ibn Jubayr e la sua fortezza inespugnabile.
Marcaldo, balio e procuratore di Federico II di Svevia, confermò agli ericini il possesso del vasto contado già loro assegnato da Guglielmo il Buono, e nel 1241 l’imperatore ratificò tale possesso con un diploma.
Nel 1258 il re Manfredi di Sicilia nominò presidente del Regno Federico Lanza: ad Erice e in altre città dell’isola scoppiarono sommosse. Nel maggio dello stesso anno il Lanza raggiunse la città a capo di un esercito e sedò nel sangue la rivolta costringendo la popolazione ad emigrare a valle. Tuttavia già alla fine di luglio Manfredi mitigò tali condizioni, consentendo agli ericini di tornare nella loro città, ripopolandola.
Durante il regno di Carlo I d'Angiò Erice fu afflitta dalla politica autoritaria e oppressiva del sovrano francese. Fu questo il contesto in cui Riccardo e Palmiero Abate a Trapani e Gerardo Abate a Erice ordirono insieme ad altri nobili siciliani una congiura, fomentando la rivolta del Vespro siciliano del 1282 contro gli Angioini. In questi anni Erice fu saccheggiata dal presidio angioino di stanza nel suo castello: la reazione della popolazione non si fece attendere e presso la porta settentrionale della città, che tuttora è detta Porta Spada, fece carneficina degli occupanti francesi. Riconquistata l’autonomia, ad Erice veniva nominato governatore Niccolò Perollo.

### Il periodo tra il XII e il XV secolo

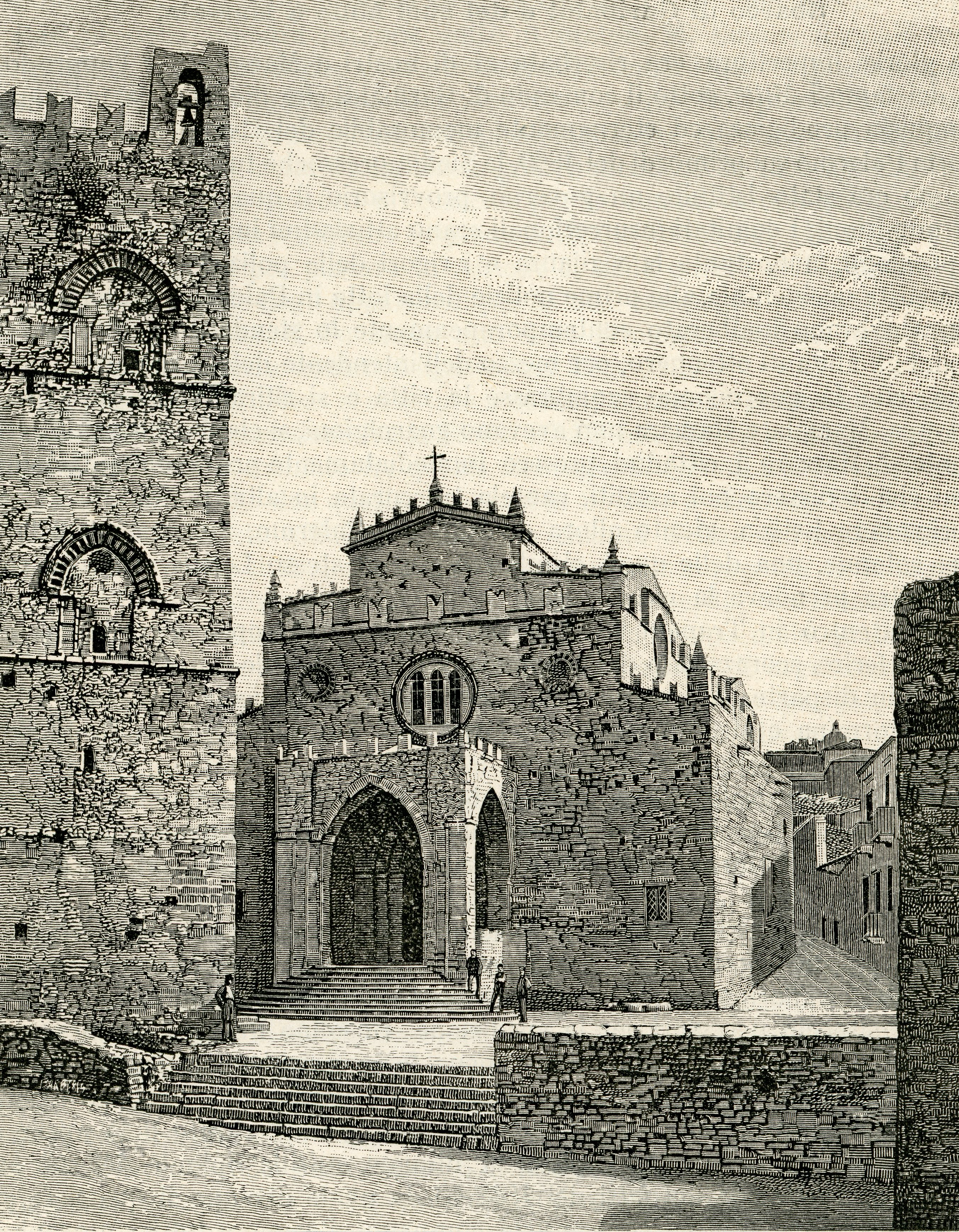
Il duomo di Erice, edificato per volere di Federico III di Sicilia

Dopo la cacciata degli Angioini, la Sicilia divenne un Regno indipendente sotto la Dinastia degli Aragonesi con Federico III di Sicilia.
Nel 1314 Roberto d'Angiò raggiunse con una potente flotta la costa siciliana sbarcò tra Carini e Castellammare del Golfo. Si diresse verso Trapani e la cinse d’assedio. Il re Federico reagì immediatamente: ordinò a suo cugino Ferdinando d’Aragona, figlio del re Giacomo II di Maiorca, di raggiungere Erice per impedire ai nemici di devastare quel ricco territorio e inviò a Trapani l’ammiraglio Giovanni Chiaramonte; egli stesso vi si portò con il suo esercito, accampandosi sul Monte Erice per meglio studiare le mosse degli Angioini, posizionando la cavalleria sul versante nord della montagna. Nel corso della battaglia che seguì, alla quale prese parte anche un contingente di ericini, Roberto venne sconfitto e chiese una tregua, che fu accordata nel gennaio 1315 ai piedi dell’Erice. Venne così sciolto il terzo assedio angioino di Trapani. Dopo la vittoria il re Federico si trattenne qualche tempo ad Erice, dove fece ingrandire la piccola chiesa occidentale dedicata a Maria, e la elevò a chiesa matrice.
Durante il regno di Ludovico di Sicilia si ribellarono i Chiaramonte, cospicua famiglia latina, che occuparono la Val di Mazara. Grazie all’intervento di Riccardo Abbate, Erice, Trapani, Calatafimi e altre terre vicine tornarono fedeli al re. Quando poi Ludovico visitò varie città del regno passò da Erice, e qui ricevette giuramento di fedeltà.
Martino il Giovane figlio di Martino I di Aragona duca di Montblanc invitò le universitates a presentare le loro richieste ed esporre le loro problematiche, gli ericini descrissero lo stato penoso in cui si trovava la propria città: le sue mura erano per la maggior parte in rovina e gran parte della popolazione era migrata altrove lasciando le proprie case in stato di abbandono. Martino stabilì che le mura fossero riparate e che, se i cittadini che si erano trasferiti altrove non avessero restaurate le proprie abitazioni entro un anno, ne avrebbero perso la proprietà e l’universitas avrebbe potuto concederle gratuitamente a nuovi abitanti. Nel 1393 Martino decretò che la Terra et Castrum Montis Sancti Juliani fosse dichiarata in perpetuo demaniale.
Nel 1394 Guglielmo Peralta occupò proditoriamente Erice e altre città, impadronendosene. Gli ericini, resisi conto dell’inganno, cacciarono il Peralta con la forza, ottenendo dai sovrani Martino e Maria la conferma dei loro antichi privilegi e la conferma di nuovi.
Nel 1412, il re di Sicilia Ferdinando I d'Aragona concesse ad Erice due privilegi con cui si favoriva lo sviluppo e l’incremento dell’agricoltura. A Ferdinando successe il figlio Alfonso, che confermò i tali privilegi e ne concesse un altro, con cui stabiliva che Erice non potesse essere ceduta dal demanio, attribuendo agli ericini la facoltà, qualora si fosse contravvenuto a questo decreto, di ricorrere alle armi senza macchiarsi del delitto di fellonia.
Ad Alfonso successe Giovanni II d'Aragona che concesse ad Erice il diritto di costruire un porto nel golfo di Bonagia e Ferdinando confermò tale diritto.

## Età moderna

### Sotto gli Asburgo
Morto Ferdinando II la Sicilia passò a suo nipote Carlo V d'Asburgo: la successione di Carlo al trono si accompagnò ad un’ondata di malessere che sfociò nella rivolta del 1516: a Palermo e in altre città dell’isola scoppiarono gravi tumulti. Ad Erice i cittadini si divisero in fazioni che vennero spesso alle armi. Carlo incaricò di sedare la rivolta il viceré di Sicilia Ettore Pignatelli il quale inviò ad Erice il barone di Castellammare che, giunto di notte alle porte della città, vi entrò di soppiatto con un manipolo di soldati: con l’aiuto dei regi ufficiali catturò cinque dei più sediziosi tumultuanti e li fece impiccare, emanando un bando di indulto per gli altri rivoltosi, purché si sottomettessero.
Nel 1535, in occasione della spedizione di Tunisi Erice sborsò 1000 onze per armare una galea. A detta del Castronovo, nel corso della battaglia, fu un ericino - Salvatore Bulgarella - ad issare il vessillo imperiale sul forte della Goletta, dopo averlo scalato: Carlo V lo premiò creandolo cavaliere aurato e conte palatino.

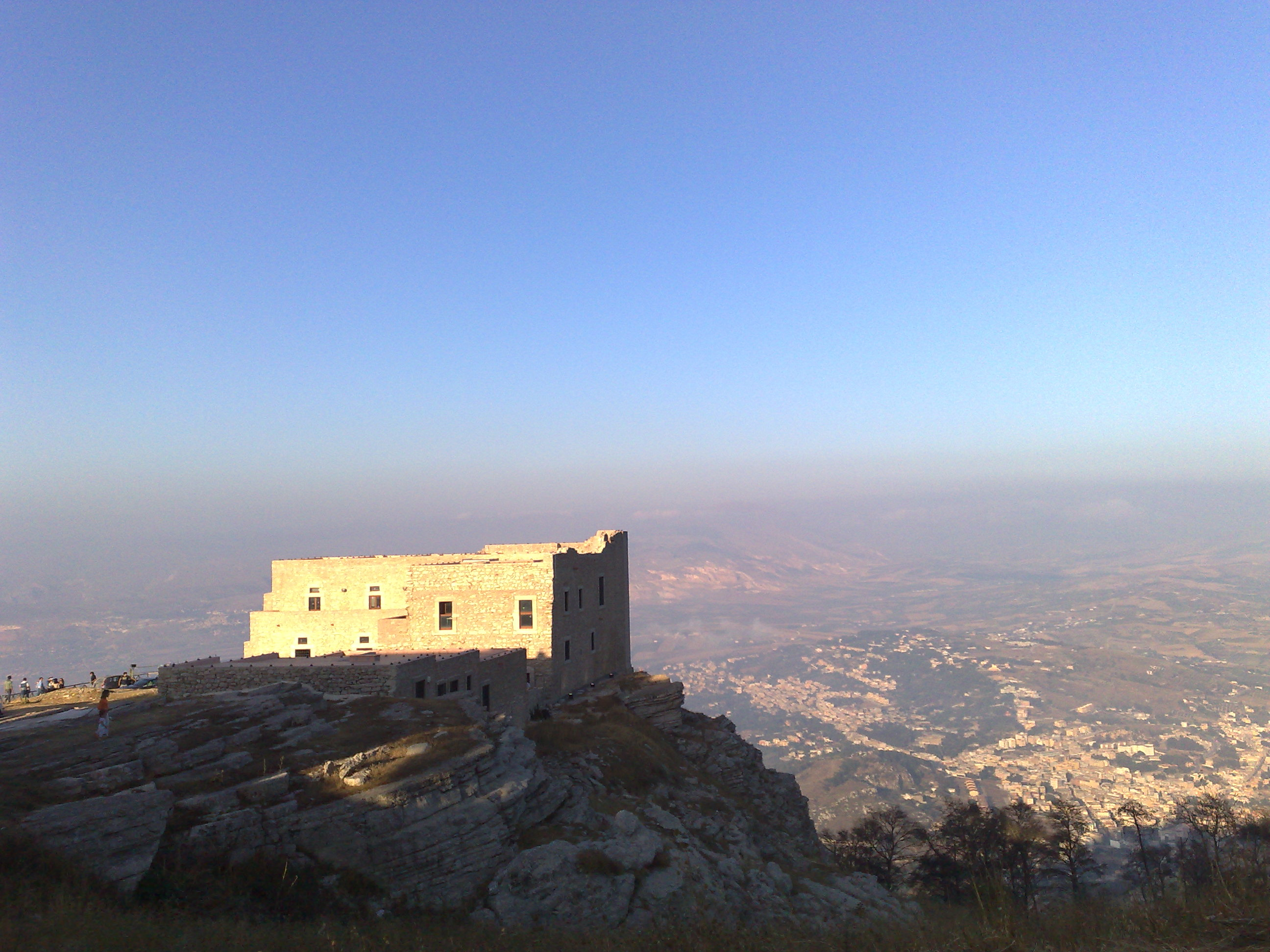
Il quartiere spagnolo

Nel 1544 il conte di Caltabellotta, Giovanni Vincenzo de Luna, capitano d'armi di Trapani, spedì ad Erice Giuseppe Sanclemente, barone di Inici, per assistere alla parata militare della città e passarne in rassegna le milizie. Non appena uscirono armati fuori dalle mura, gli ericini vennero derisi dai trapanesi, perché inesperti nel maneggiare le armi, le quali, inoltre, erano piene di ruggine. La loro reazione fu violenta: aggredirono il comandante e i trapanesi con lui. Solo grazie all’intervento dei regi ufficiali della città il barone Sanclemente riuscì a tornarsene a Trapani a cavallo, e tuttavia alcuni dei trapanesi al suo seguito vennero bastonati e feriti. I regi ufficiali alla fine catturarono i più violenti ericini e li imprigionarono nel castello.
Nel 1555, per far fronte alle ingenti spese militari, Carlo V si risolse a vendere Erice con il suo vasto territorio: l’universitas, per impedire tale vendita, offrì all’erario 4000 scudi, impegnandosi ad sborsarne altri 2000 quando il sovrano ne avesse confermati gli antichi privilegi. Il governo accettò tale somma, confermò i privilegi e stabilì che da quel momento in poi Erice non si chiamasse più terra ma città, col titolo di 'Eccelsa', e che godesse di tutti i privilegi, immunità e franchigie di cui godevano delle altre città demaniali dell’isola.
Durante il regno di Filippo II d’Asburgo Erice divenne piazza d'armi con un presidio di mille soldati, come risulta da varie ordinanze del viceré di Sicilia Carlo d'Aragona Tagliavia.
Nel 1575-1576 si diffuse il morbo della peste e molti abitanti ne perirono, altri trovarono rifugio a Trapani o nel vasto contado.
Nel 1599, regnando Filippo III d’Asburgo, scoppiò ad Erice una nuova sommossa popolare e due giurati vennero uccisi.
Nel giugno 1624, durante il regno di Filippo IV d’Asburgo, Erice fu colpita dalla peste; il morbo durò nove mesi e ne morirono un migliaio di persone. In quel periodo era capitano d’armi Giovanni d’Acosta, il quale fu poi sostituito dal barone Nicolò Morso. Il 18 marzo 1625 la peste era passata.
Nel 1645 Filippo IV d’Asburgo, perennemente bisognoso di denaro, decise di vendere Erice e il suo territorio con mero et mixto imperio ad un mercante fiorentino, pro persona nominanda, tale Pandolfo Malagonelli, per la cifra di 22.000 scudi. L’universitas ottenne la facoltà di riscattarsi entro quaranta giorni mediante l’esborso di 14.000 scudi. Nel 1647, scongiurato il pericolo di diventare città feudale, ad Erice vennero confermati gli antichi diritti e privilegi.

### I Borbone
Nel 1735 Carlo di Borbone conquistò la Sicilia e nel 1742 Erice fu dichiarata città di comarca e città di consolato e, in occasione del censimento del 1748, il sovrano dichiarò estinto il suo grosso debito.
Il figlio Ferdinando di Borbone emanò nel 1789 un decreto con cui si ordinava di censire le terre patrimoniali delle singole universitates e assegnarle, contro il pagamento di piccole rate, ai coltivatori diretti. Tale decreto aveva esecuzione in Monte San Giuliano nel 1791, ma - prevalendo l’interesse privato su quello generale - non ebbe concreta applicazione.
Influenzati dalla propaganda rivoluzionaria - nel 1799 - gli artigiani di Monte San Giuliano, prendendo come pretesto il costo eccessivo dei beni di prima necessità, scatenarono un tumulto pretendendo di abbassare a loro arbitrii prezzi. Re Ferdinando spedì ad Erice il commissario Gabriele Lavaggi con il compito di riportare la città all’ordine. Questi non ebbe però equilibrio nel punire i colpevoli e, giunto in Monte San Giuliano il 29 gennaio 1800, condannava cinque dei principali rivoltosi all’ergastolo facendoli prima portare su degli asini per le vie della città, e altri a vari anni di reclusione.
Tra la fine del XVIII e l'inizio del XIX secolo cominciarono le operazioni di censuazione delle terre comuni: ebbe inizio il frazionamento degli ex feudi in piccoli lotti e la distribuzione di essi ad assegnatari che avevano l'obbligo di trasferirsi dal capoluogo a San Vito Lo Capo e Custonaci, località fino a quel tempo assai scarsamente popolate. Nel corso della censuazione non mancarono speculazioni e si manifestarono problemi legati dell'incapacità degli assegnatari a gestire il proprio lotto, alla mancanza di capitali, alla sterilità del terreno.
Nonostante si stesse aprendo un periodo di lenta e graduale decadenza, Erice godeva ancora nei primi anni del XIX secolo di un certo prestigio. Vi risiedevano numerose famiglie patrizie di antica nobiltà; il suo magistrato urbano occupava il posto ventinovesimo nel Parlamento siciliano; vi era una Corte di giustizia civile e una penale; possedeva un contado molto vasto, all’interno del quale erano le tre illustri baronie di Baida, Inici e Arcodaci; ad Erice si tenevano due grandi mercati annuali: uno presso il duomo, in occasione della festa dell’Assunta, l’altro presso la chiesa di sant’Orsola, per la festa della Visitazione; vi era un Collegio degli Studi con otto cattedre; vi era un ospedale per gli infermi presso la chiesa di san Francesco di Paola e uno per i pellegrini nella chiesa di san Giovanni.
La Sicilia, anticamente suddivisa in valli, fu divisa con un decreto del 14 ottobre 1817 in sette province, suddivise in distretti, e questi in circondari e comuni. Le antiche istituzioni vennero abolite. Posto in vigore il 1º settembre 1819, il nuovo Codice introdusse a Monte San Giuliano un conciliatore e un giudice di circondario, rendendola in ogni cosa dipendente da Trapani, capoluogo dell’omonima provincia.
Nella seconda metà del XIX secolo Erice era molto decaduta; parecchie famiglie si trasferirono a Trapani o altrove; nel 1846 parte del suo contado - ossia Baida e Inici - venne assegnato a Castellammare del Golfo e un’ampia fascia della popolazione si trasferì nelle campagne e nei villaggi dell’agro ericino.

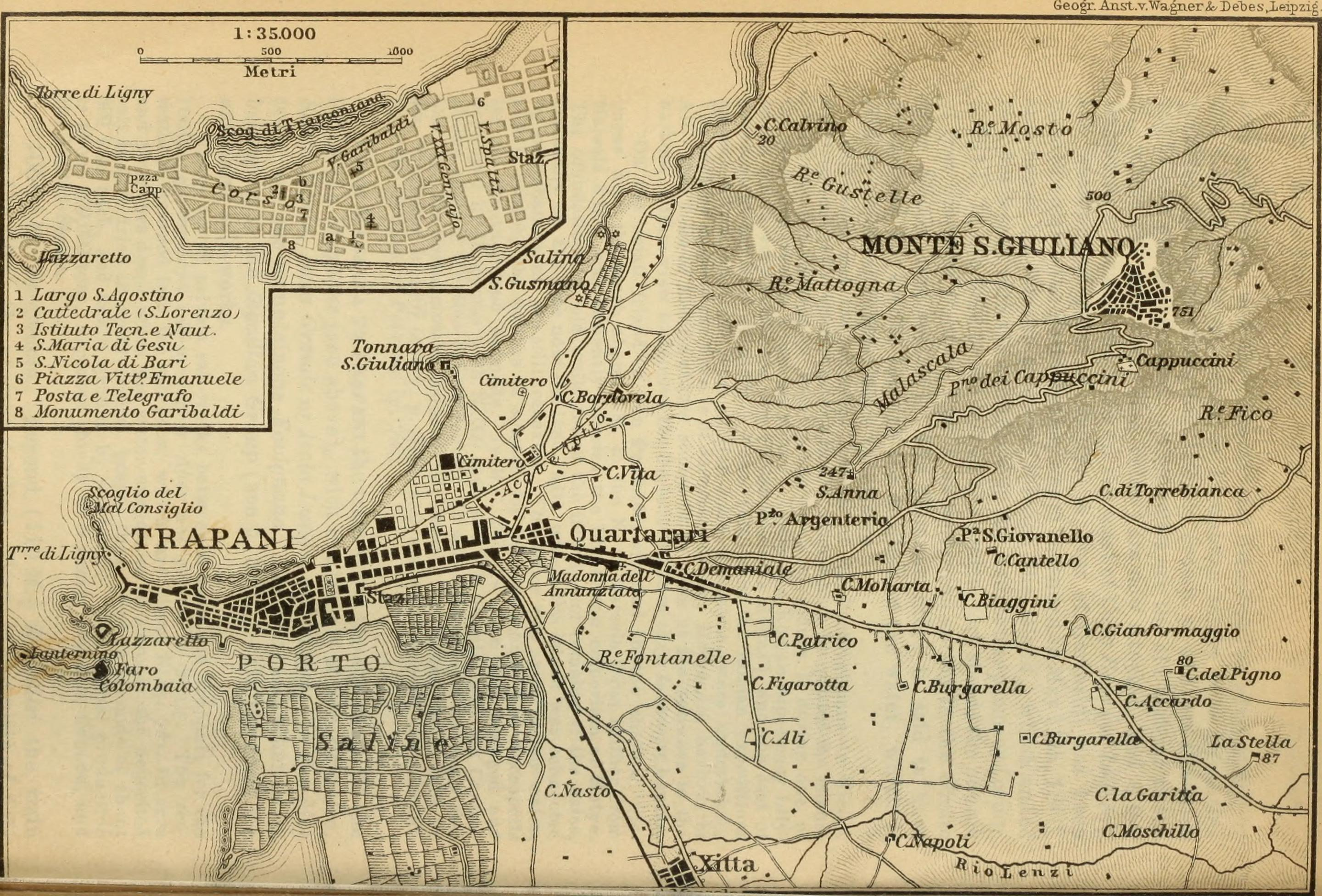
Trapani e Monte San Giuliano

Nel maggio 1860, Erice contribuì alla vittoriosa spedizione dei Mille inviando a Giuseppe Garibaldi un contingente di 875 uomini sotto il comando di Giuseppe Coppola.

## Età contemporanea
In seguito all'Unità d'Italia alla popolazione ericina, e a quella siciliana in generale, furono imposte le scelte politiche del governo piemontese, tra cui una pesante pressione fiscale e la leva militare obbligatoria.
Nel primo dopoguerra le elezioni amministrative videro la vittoria dei socialisti e l'elezione del sindaco Sebastiano Bonfiglio che dovette muoversi in un contesto politico caratterizzato da profonde divisioni ideologiche e tensioni sociali, rimanendo vittima di sicari prezzolati il 10 giugno 1922.
Il 26 agosto dello stesso anno, nella chiesa di s. Alberto dei Bianchi gremita di fascisti e simpatizzanti, veniva costituita la sezione locale del partito fascista e nominato il direttorio provvisorio. Le direttive date dal direttorio trapanese erano chiare: nessuna tregua nel contrastare i socialisti. Così, la seconda domenica di settembre, i fascisti ericini impedirono che il corteo socialista giunto a Erice dalla borgata di san Marco - alla testa del quale erano il sindaco, la giunta e i consiglieri - esponesse al balcone del municipio la bandiera rossa; e a dicembre irruppero nella casa comunale costringendo il vicesindaco a consegnare loro la chiavi del municipio, che furono date al comandante dei carabinieri. Il governo nominò commissario regio il capitano Giuseppe Pellegrino, segretario provinciale del PNF.
Nel 1934, anno dell’ultimo censimento prima della seconda guerra mondiale, Erice contava globalmente 35 000 abitanti, di cui però solo 3000 nel capoluogo. La maggior parte della popolazione risiedeva stabilmente ormai nei numerosi centri agricoli facenti capo a San Vito lo Capo, Custonaci, Buseto Palizzolo e Valderice. In quell’anno la denominazione di Monte San Giuliano fu definitivamente abbandonata e venne ripristinato l’antico nome di Erice.
Nel dopoguerra, costituitisi i comuni autonomi di Valderice, Custonaci, Buseto Palizzolo e San Vito Lo Capo, la cittadina di Erice, esaurita la sua antica funzione storica che la rendeva unico centro aggregante della popolazione dell'agro ericino, per il suo clima salubre e il suo ricco patrimonio artistico ha conosciuto una nuova vocazione come centro culturale e turistico.
Dal 1963 è sede del Centro di cultura scientifica Ettore Majorana, istituito per iniziativa del professor Antonino Zichichi, che richiama gli studiosi più qualificati del mondo per la trattazione scientifica di problemi che interessano diversi settori: dalla medicina al diritto, dalla storia all'astronomia, dalla filologia alla chimica. Per questo alla cittadina è stato attribuito l'appellativo "città della scienza".
Dal 1972 l'ex convento di s. Carlo fu sede della Associazione Artistica Culturale La Salerniana, fondata dal poeta Giacomo Tranchida, che conservava opere di Carla Accardi, Gianni Asdrubali, Pietro Consagra, Antonio Sanfilippo, Emilio Tadini tra gli altri, e dove furono organizzate mostre d'arte contemporanea curate da critici di rilievo come Palma Bucarelli, Achille Bonito Oliva, Luciano Caramel e Giulio Carlo Argan.